# William de Wiveleslie Abney
Senyor William de Wiveleslie Abney, KCB, FRS (24 juliol 1843 – 3 desembre 1920) fou un astrònom, químic i fotògraf anglès

## Vida i carrera
Abney va néixer en Derby, Anglaterra, fill d'Edward Abney (1811–1892) vicari de St Alkmund Derby, i propietari de la Firs Estate. Va assistir a l'escola Rossall, l'Acadèmia Militar Reial, Woolwich i va unir els Enginyers Reials el 1861, amb qui va servir a l'Índia per diversos anys. Després, i a més del seu coneixement en fotografia, esdevingué un ajudant químic a la Chatham School of Military Engineering.
Abney fou un pioner en diversos aspectes tècnics de fotografia. El seu pare havia estat un primerenc fotogràf experimentador i amic de Richard Keene, un primerenc fotògraf de Derby. Keene esdevingué un amic proper de William i el seu germà Charles Edward Abney (1850–1914). Tots dos Abney fills subsegüentment esdevenien membres fundadors de la Derby Photographic Society el juny de 1884. Els seus experiments en la química de fotografia va produir productes fotogràfics útils i també desenvolupaments en astronomia. Va escriure molts llibres de fotografia que van ser considerats textos estàndards al seu temps, encara que sigui dubtós que les seves millores tinguessin un gran impacte en el tema.
Abney va investigar l'ennegriment d'un negatiu per llum incidental. El 1874, Abney va desenvolupar una emulsió fotogràfica seca, la qual va reemplaçar "emulsions" humides. Va utilitzar aquesta emulsió en una expedició egípcia per fotografiar el transit de Venus a través del sol. El 1880, va introduir la hidroquinona. Abney també introduí tipus nous i útils de paper fotogràfic, incloent-hi el 1882 una fórmula per paper de gelatina de clorur d'argent. Va ser elegit membre de la Societat Reial el 1876.
Abney va conduir recerca precursora al camp d'espectroscòpia, desenvolupant una emulsió vermella sensible que va ser utilitzada per l'espectre infraroig de molècules orgàniques. Fou també un pioner en fotografiar l'espectre solar infraroig (1887), així com investigant llum solar en el medi de l'atmosfera.
Esdevingué secretari ajudant a la Junta d'Educació el 1899 i conseller d'aquell cos el 1903. El 1900 fou Director del departament de Ciència i Art. Va vendre la propietat del seu pare, la majoria de la qual va servir per albergar a la parroquia de St Luke de Derby, però va retenir 11 acres fins que 1913 quan van ser adquirits pel Consell per esdevenir el lloc de la Rykneld Secondary Modern School and Rykneld recreation ground.
Abney va inventar el "Nivell Abney", un clinòmetre combinat, utilitzat per observadors per mesurar pendents i angles.
Va morir a Folkestone, Anglaterra. Es va casar dues vegades: en primer lloc amb Agnes Matilda Smith (morta 1888), i després amb Mary Louisa Mead.

## Publicacions
- Chemistry for Engineers, 1870.
- W. de W. Abney, Instruction in Photography, London, published by S. Low, Marston & company, 1900.
- A New Developer, Photographic News, 1880, 24:345.
- W. de W. Abney and E. R. Festing, Intensity of Radiation through Turbid Media, Proceedings of the Royal Society of London, Volume 40, pages 378–380, 1886. Published by The Royal Society.
- W. de W. Abney and E. R. Festing, Colour Photometry. Part III.Proceedings of the Royal Society of London, Volume 50, pages 369–372, 1891–1892. Published by The Royal Society.

## Organitzacions i honors
- 1876 Fellow of the Royal Society
- 1878 Received first Progress Medal of the Photographic Society of Great Britain ever[3]
- 1885 Fellow of the Royal Society of Edinburgh
- 1892 to 1894, 1896 and 1903 to 1905 President of the Photographic Society of Great Britain aka Royal Photographic Society
- 1893 to 1895 President of the Royal Astronomical Society
- 1895 to 1897 President of the Physical Society of London
- CB : Companion of the Order of the Bath
- KCB: Knight Commander (civil division) of the Order of the Bath (KCB) - 16 January 1900[4]
- Doctor of Science (D.Sc. Honoris causa) from the University of Dublin - June 1902.[5]
- 1909 to 1920 Vice-President of Girls' Public Day School Trust